# ミエリッキ
ミエリッキ (Mielikki) は、フィンランド神話に登場する森と狩りの女神である。種々の物語の中でタピオの妻もしくは義理の娘として語られる。また、熊の創造における中心的な役割を演じたと言われる。
フィンランドの伝説に基づく叙事詩『カレワラ』では、英雄レンミンカイネンは彼女とタピオに金銀を差し出して祈り、その結果ヒーシの大鹿を捕らえることができた。別のくだりでは、ミエリッキは森で牛の牧草を守るように頼まれる。フィンランドでは伝統的に食糧供給の中心としての森は重要視されてきた（狩猟・交易を行う集会・牛の牧草）。それだけに、彼女を味方に付ける事は非常に重要と考えられてきた（そうすれば狩りもうまくいくし、肉食動物も牛に近寄らない）。

## その他
- ファンタジーの世界フォーゴトン・レルムでも、森と森の生物の創造者兼保護者として Mielikki（スペイン語版） は登場する。ただし、この場合の読み方はマイリーキーである[3]。
- 小惑星 (2715) Mielikki（ドイツ語版） はミエリッキにちなんで命名された[4]。